# Grasski-Juniorenweltmeisterschaft 2002
Die Grasski-Juniorenweltmeisterschaft 2002 fand vom 25. bis 28. Juli in Nové Město na Moravě in Tschechien statt. Die Meisterschaft begann mit der Eröffnungsfeier am Donnerstag, dem 25. Juli. Von Freitag bis Sonntag fanden die Bewerbe Slalom, Riesenslalom und Super-G statt. Der Slalom und der Super-G zählten auch für die Kombination. Alle Rennen wurden auf der Skipiste am Harusův kopec, rund 2 km nordwestlich des Stadtzentrums, ausgetragen (Koordinaten der Piste: 49° 34′ 17″ N, 16° 2′ 57″ O).

## Teilnehmer
63 Sportler (46 Männer und 17 Frauen) aus 9 Nationen nahmen an der Juniorenweltmeisterschaft teil (in Klammer die Anzahl der Herren und Damen):
- Deutschland (8 + 4)
- Frankreich (2 + 0)
- Italien (10 + 3)
- Japan (1 + 0)
- Litauen (1 + 0)
- Österreich (4 + 3)
- Schweiz (9 + 4)
- Slowakei (1 + 0)
- Tschechien (10 + 3)

Die erfolgreichsten Teilnehmer kamen aus dem Gastgeberland Tschechien: Bei den Männern gewann Martin Štěpánek drei Gold- sowie eine Silbermedaille und bei den Frauen konnte Zuzana Gardavská alle vier Bewerbe für sich entscheiden.

## Medaillenspiegel
| Platz | Land        | Gold | Silber | Bronze | Gesamt |
| ----- | ----------- | ---- | ------ | ------ | ------ |
| 1     | Tschechien  | 7    | 1      | 1      | 9      |
| 2     | Italien     | 1    | 1      | 2      | 4      |
| 3     | Österreich  | –    | 4      | 1      | 5      |
| 4     | Deutschland | –    | 1      | 3      | 4      |
| 5     | Schweiz     | –    | 1      | 1      | 2      |

## Ergebnisse Herren

### Slalom
| Platz | Name                 | Land | Zeit 1. | Zeit 2. | Gesamt      |
| ----- | -------------------- | ---- | ------- | ------- | ----------- |
| 01    | Martin Štěpánek      | CZE  | 29,30 s | 29,15 s | 58,45 s     |
| 02    | Michael Stocker      | AUT  | 29,85 s | 30,27 s | 1:00,12 min |
| 03    | Mario Matter         | SUI  | 30,25 s | 30,31 s | 1:00,56 min |
| 04    | Pietro Guerini       | ITA  | 30,22 s | 30,36 s | 1:00,58 min |
| 05    | Stefano Strazzabosco | ITA  | 30,36 s | 30,44 s | 1:00,80 min |
| 06    | Marc Zickbauer       | AUT  | 30,67 s | 30,47 s | 1:01,14 min |
|       | Lorenzo Gritti       | ITA  | 30,64 s | 30,50 s | 1:01,14 min |
| 08    | Aurélien Boetsch     | FRA  | 30,66 s | 31,04 s | 1:01,70 min |
| 09    | Michael Bernshausen  | GER  | 30,97 s | 30,78 s | 1:01,75 min |
| 10    | Michal Klimeš        | CZE  | 30,97 s | 30,82 s | 1:01,79 min |

Datum: 26. Juli 2002

Startzeit: 10:00 Uhr / 14:00 Uhr

Gewertet: 34 von 46 Läufern

### Riesenslalom
| Platz | Name                 | Land | Zeit 1. | Zeit 2. | Gesamt      |
| ----- | -------------------- | ---- | ------- | ------- | ----------- |
| 01    | Luigino Fornasier    | ITA  | 31,35 s | 30,77 s | 1:02,12 min |
| 02    | Martin Štěpánek      | CZE  | 30,77 s | 31,52 s | 1:02,29 min |
| 03    | Pietro Guerini       | ITA  | 31,89 s | 30,90 s | 1:02,79 min |
| 04    | Stefan Portmann      | SUI  | 31,55 s | 31,28 s | 1:02,83 min |
| 05    | Marc Zickbauer       | AUT  | 31,70 s | 31,50 s | 1:03,20 min |
|       | Mario Matter         | SUI  | 31,48 s | 31,72 s | 1:03,20 min |
| 07    | Lorenzo Gritti       | ITA  | 31,84 s | 31,91 s | 1:03,75 min |
| 08    | Stefano Strazzabosco | ITA  | 32,15 s | 31,81 s | 1:03,96 min |
| 09    | Daniel Graf          | SUI  | 31,92 s | 32,09 s | 1:04,01 min |
| 10    | Kenji Fujimoto       | JPN  | 32,09 s | 32,81 s | 1:04,90 min |

Datum: 27. Juli 2002

Startzeit: 10:00 Uhr / 14:00 Uhr

Gewertet: 39 von 45 Läufern

### Super-G
| Platz | Name                | Land | Zeit    |
| ----- | ------------------- | ---- | ------- |
| 01    | Martin Štěpánek     | CZE  | 29,86 s |
| 02    | Luigino Fornasier   | ITA  | 30,00 s |
| 03    | Michael Stocker     | AUT  | 30,50 s |
| 04    | Stefan Portmann     | SUI  | 30,85 s |
| 05    | Pietro Guerini      | ITA  | 30,87 s |
| 06    | Domenic Senn        | SUI  | 30,96 s |
| 07    | Mario Matter        | SUI  | 31,10 s |
| 08    | Marc Zickbauer      | AUT  | 31,31 s |
| 09    | Mark Grossenbacher  | SUI  | 31,48 s |
| 10    | Nicola Vottre       | ITA  | 31,53 s |
|       | Michael Bernshausen | GER  | 31,53 s |

Datum: 28. Juli 2002

Startzeit: 10:30 Uhr

Gewertet: 36 von 44 Läufern

### Kombination
| Platz | Name                | Land | Zeit SL     | Zeit SG | Gesamt      |
| ----- | ------------------- | ---- | ----------- | ------- | ----------- |
| 01    | Martin Štěpánek     | CZE  | 58,45 s     | 29,86 s | 1:28,31 min |
| 02    | Michael Stocker     | AUT  | 1:00,12 min | 30,50 s | 1:30,62 min |
| 03    | Pietro Guerini      | ITA  | 1:00,58 min | 30,87 s | 1:31,45 min |
| 04    | Mario Matter        | SUI  | 1:00,56 min | 31,10 s | 1:31,66 min |
| 05    | Marc Zickbauer      | AUT  | 1:01,14 min | 31,31 s | 1:32,45 min |
| 06    | Lorenzo Gritti      | ITA  | 1:01,14 min | 32,06 s | 1:33,20 min |
| 07    | Michael Bernshausen | GER  | 1:01,75 min | 31,53 s | 1:33,28 min |
| 08    | Domenic Senn        | SUI  | 1:03,48 min | 30,96 s | 1:34,44 min |
| 09    | Michal Klimeš       | CZE  | 1:01,79 min | 32,71 s | 1:34,50 min |
| 10    | Jan Hladík          | CZE  | 1:02,69 min | 31,85 s | 1:34,54 min |

Datum: 26./28. Juli 2002

Gewertet: 28 Läufer

## Ergebnisse Damen

### Slalom
| Platz | Name                  | Land | Zeit 1. | Zeit 2. | Gesamt      |
| ----- | --------------------- | ---- | ------- | ------- | ----------- |
| 1     | Zuzana Gardavská      | CZE  | 32,42 s | 32,47 s | 1:04,89 min |
| 2     | Astrid Steinwidder    | AUT  | 33,06 s | 33,23 s | 1:06,29 min |
| 3     | Anna-Lena Büdenbender | GER  | 34,15 s | 34,02 s | 1:08,17 min |
| 4     | Helena Horáková       | CZE  | 33,70 s | 35,47 s | 1:09,17 min |
| 5     | Katharina Büdenbender | GER  | 34,52 s | 34,69 s | 1:09,21 min |
| 6     | Sarah Kinkel          | GER  | 36,27 s | 35,93 s | 1:12,20 min |
| 7     | Valentina Mel         | ITA  | 36,51 s | 35,79 s | 1:12,30 min |
| 8     | Tanja Schranzer       | AUT  | 37,00 s | 37,38 s | 1:14,38 min |
| 9     | Priska Krummenacher   | SUI  | 38,49 s | 37,98 s | 1:16,47 min |

Datum: 26. Juli 2002

Startzeit: 10:00 Uhr / 14:00 Uhr

Gewertet: 9 von 16 Läuferinnen

### Riesenslalom
| Platz | Name                  | Land | Zeit 1. | Zeit 2. | Gesamt      |
| ----- | --------------------- | ---- | ------- | ------- | ----------- |
| 01    | Zuzana Gardavská      | CZE  | 33,32 s | 33,17 s | 1:06,49 min |
| 02    | Katharina Büdenbender | GER  | 33,86 s | 33,82 s | 1:07,68 min |
| 03    | Helena Horáková       | CZE  | 34,13 s | 34,11 s | 1:08,24 min |
| 04    | Hana Ručná            | CZE  | 34,54 s | 34,36 s | 1:08,90 min |
| 05    | Caroline Hertweck     | GER  | 34,61 s | 34,30 s | 1:08,91 min |
| 06    | Glenda Adami          | ITA  | 35,02 s | 35,32 s | 1:10,34 min |
| 07    | Ilaria Sommavilla     | ITA  | 35,72 s | 35,29 s | 1:11,01 min |
| 08    | Eveline Inniger       | SUI  | 35,49 s | 36,11 s | 1:11,60 min |
| 09    | Priska Krummenacher   | SUI  | 36,36 s | 35,77 s | 1:12,13 min |
| 10    | Valentina Mel         | ITA  | 36,86 s | 37,07 s | 1:13,93 min |

Datum: 27. Juli 2002

Startzeit: 10:00 Uhr / 14:00 Uhr

Gewertet: 13 von 17 Läuferinnen

### Super-G
| Platz | Name                  | Land | Zeit    |
| ----- | --------------------- | ---- | ------- |
| 01    | Zuzana Gardavská      | CZE  | 31,52 s |
| 02    | Nicole Portmann       | SUI  | 32,79 s |
| 03    | Caroline Hertweck     | GER  | 33,14 s |
| 04    | Katharina Büdenbender | GER  | 33,23 s |
| 05    | Astrid Steinwidder    | AUT  | 33,28 s |
| 06    | Marianna Wyss         | SUI  | 33,56 s |
| 07    | Hana Ručná            | CZE  | 34,07 s |
| 08    | Eveline Inniger       | SUI  | 34,50 s |
| 09    | Glenda Adami          | ITA  | 34,59 s |
| 10    | Anna-Lena Büdenbender | GER  | 34,71 s |

Datum: 28. Juli 2002

Startzeit: 10:30 Uhr

Gewertet: 16 von 17 Läuferinnen

### Kombination
| Platz | Name                  | Land | Zeit SL     | Zeit SG | Gesamt      |
| ----- | --------------------- | ---- | ----------- | ------- | ----------- |
| 1     | Zuzana Gardavská      | CZE  | 1:04,89 min | 31,52 s | 1:36,41 min |
| 2     | Astrid Steinwidder    | AUT  | 1:06,29 min | 33,28 s | 1:39,57 min |
| 3     | Katharina Büdenbender | GER  | 1:09,21 min | 33,23 s | 1:42,44 min |
| 4     | Anna-Lena Büdenbender | GER  | 1:08,17 min | 34,71 s | 1:42,88 min |
| 5     | Valentina Mel         | ITA  | 1:12,30 min | 37,06 s | 1:49,36 min |
| 6     | Priska Krummenacher   | SUI  | 1:16,47 min | 35,29 s | 1:51,76 min |
| 7     | Tanja Schranzer       | AUT  | 1:14,38 min | 38,05 s | 1:52,43 min |
| 8     | Sarah Kinkel          | GER  | 1:12,20 min | 46,86 s | 1:59,06 min |

Datum: 26./28. Juli 2002

Gewertet: 8 Läuferinnen